# Ритаусмас
Ри́таусмас (латыш. Rītausmas) — населённый пункт в Бауском крае Латвии. Административный центр Ислицкой волости. Находится у автодороги V1038 примерно в 3 км к юго-западу от города Бауска. По данным на 2002 год, в населённом пункте проживало 1417 человек.

## История
В советское время населённый пункт входил в состав Ислицкого сельсовета Бауского района.
Есть волостное правление, библиотека, дом культуры, практика семейного врача.